# Možgansko-računalniški vmesnik
Možgansko-računalniški vmesnik (angleško brain-computer interface, kratica BCI) je direktna komunikacijska povezava med možgani in računalnikom ali strojem. Možgansko-računalniški vmesniki se pogosto uporabljajo za pomoč, povečanje, ali izboljšanje človeških kognitivnih ali senzomotoričnih funkcij.
Raziskave možgansko-računalniškega vmesnika so se začele v 70. letih 20. stoletja na univerzi v Los Angelesu v Kaliforniji (UCLA) s podporo Nacionalne znanstvene fundacije, pozneje pa s pogodbo DARPA.  V dokumentih, ki so bili objavljeni po tej raziskavi se prvič tudi pojavi izraz možgansko-računalniški vmesnik v znanstveni literaturi.
Področje BCI raziskav in razvoja je od takrat usmerjeno predvsem na nevroprostetične aplikacije, ki so usmerjene na ponovno vzpostavljanje sluha, vida in gibanja pri poškodbah. Zahvaljujoč izjemni plastičnosti možganov lahko signale teh vsadkov možgani po adaptaciji uporabljajo čisto kot naravne senzorne ali motorične kanale.  Prve nevroprostetične naprave vsajene v človeka so se pojavile po nekaj letih eksperimentov na živalih v sredini 90. let 20. stoletja.

## Zgodovina
Zgodovina možgansko-računalniških vmesnikov se je začela, ko je Hans Berger odkril električno aktivnost človeških možganov in razvil elektroencefalografijo (EEG). Berger je leta 1924 kot prvi posnel možgansko aktivnost človeka s pomočjo EEG-ja. Razbral je oscilatorno (nihajočo) aktivnost v možganih z analiziranjem EEG sledi. En val je identificiral kot alfa val (8-13 Hz), poznan tudi kot Bergerjev val.
Bergerjeva prva snemalna naprava je bila zelo nepopolna. Vstavil je srebrne žičke pod skalp njegovih pacientov. Pozneje so bile nadomeščene s srebrno folijo, ki je bila pritrjena z gumijastimi povoji. Berger je povezal te senzorje z Lippmanovim kapilarnim elektrometrom, vendar so bili rezultati slabi. Uspeh je šele prinesla povezava senzorjev s Siemensovim galvanometrom, ki je prikazoval napetost električnega toka majhno kot deset tisočink volta.
Berger je analiziral medsebojni odnos sprememb v EEG valovnih diagramih in to povezal z možganskimi boleznimi. S prihodom računalnika je računalniška obdelava meritev EEG odprla široke možnosti za komunikacijo med možgani in računalnikom. Raznovrstni nevrološki pojavi, merljivi s pomočjo EEG, so postali osnove za različne implementacije vmesnikov možgani-računalnik. 

## Možgansko-računalniški vmesnik nasproti nevroprotetiki
Nevroprotetika je področje nevroznanosti, ki se ukvarja z živčnimi protezami. Gre za uporabo umetnih naprav za nadomeščanje funkcij poškodovanih živčnih sistemov, možganskih problemov in senzornih organov. Najbolj široko uporabljena nevroprostetična naprava je kohlearni vsadek (implant, polžev vsadek), ki je bil od decembra 2010 vsajen v približno 220 000 ljudi po celem svetu.  Obstajajo tudi nevroprostetične naprave, ki služijo pri obnovi vida, gre za očesne (retinalne) vsadke.
Razlika med možgansko-računalniškim vmesnikom in nevroprostetiko je v tem kako izraza uporabljamo: pri nevroprostetiki gre za povezavo živčnega sistema na napravo, medtem ko pri možgansko-računalniškem vmesniku gre za povezavo med možgani (ali živčnim sistemom) z računalniškim sistemom. V praksi je nevroprostetika lahko povezana s katerim koli delom živčnega sistema (na primer s perifernim živčnim sistemom), medtem ko izraz »možganski-računalniški vmesnik« po navadi označuje bolj specifičen razred sistemov, ki se povezuje in deluje s centralnim živčnim sistemom.
Izraza se včasih uporabljata zamenljivo. Nevroprostetika in možganski-računalniški vmesnik skušata doseči iste cilje, kot je povrnitev vida, sluha, gibanja, zmožnost komuniciranja in celo povrnitev kognitivnih funkcij. Oba uporabljata podobne eksperimentalne metode in kirurške tehnike.

## Raziskave možgansko-računalniškega vmesnika na živalih
Več laboratorijem je uspelo prenesti signale z opičje in podganje možganske skorje za upravljanje možgansko-računalniškega vmesnika za produciranje gibanja. Opice so vodile računalniške kurzorje na zaslonu in komandne robotske roke za izvrševanje lahkih nalog zgolj z razmišljanjem o nalogi in gledanjem, vendar brez lastne motorike.  Maja 2008 so se pojavile fotografije z Univerze v Pittsburghu (medical center), ki so prikazovale opico, kako upravlja robotsko roko samo z mislimi. Fotografije so bile objavljene v uglednih znanstvenih revijah in časopisih.  Druge raziskave na mačkah so pa dekodirale njihove živčne vizualne signale.

### Zgodnja dela
Študije, ki so razvile algoritme za rekonstrukcijo gibanja iz nevronov motoričnega korteksa (ki nadzoruje gibanje) datirajo v 70. leta 20. stoletja. V 80. letih je Apostolos Georgopoulos z Univerze Johns Hopkins odkril matematični odnos med električnimi odgovori nevronov posameznega motoričnega korteksa pri Rhesus opicah in smerjo v katero so premikale roke (na osnovi kosinus funkcije). Odkril je tudi, da razpršene skupine nevronov v različnih območjih opičjih možganov skupaj kontrolirajo motorične ukaze, vendar je uspel posneti samo sproženje nevronov v samo enem območju naenkrat zaradi tehničnih omejitev. 
Od sredine 90. let dvajsetega stoletja je potekal hiter razvoj na področju možgansko-računalniškega vmesnika.  Več skupin znanstvenikov je bilo zmožnih zajeti kompleksne možganske signale motoričnega korteksa s snemanjem skupine nevronov in jih uporabiti za nadzorovanje zunanjih naprav.

### Pomembni raziskovalni uspehi

#### Donoghue, Schwartz in Andersen
Drugi laboratoriji, kjer so še razvili možgansko-računalniški vmesnik in algoritme, ki dešifrirajo nevronske signale, so na Univerzi Brown pod vodstvom Johna Donoghue-a, na Univerzi v Pittsburghu pod vodstvom Andrewa Schwartza in v Caltechu, ki ga vodi Richard Andersen. Ti raziskovalci so bili zmožni narediti delujoče možgansko-računalniške vmesnike, uporabili so celo manj posnetih signalov kot raziskovalec pred njimi - Nicolelis (15-30 nevronov nasproti 50-200 nevronov). 
Donoghue-va skupina je objavila članek kako trenirajo Rhesus opic z uporabo možgansko-računalniškega vmesnika, da so se naučile slediti vizualnim tarčam na računalniškem zaslonu z ali brez pomoči kontrolne ročice (joysticka).  Schwartzeva skupina je ustvarila možgansko-računalniški vmesnik za tridimenzionalno sledenje v virtualni resničnosti in tudi reproducirala možgansko-računalniški vmesnik v robotski roki. Ista skupina je prišla na naslove časopisov, ko je demonstrirala kako se opica hrani s koščki sadja s pomočjo robotske roke, ki jo upravlja s svojimi možganskimi signali. Elektrode so dvema opicama vstavili v primarni motorični korteks. Te so zajemale signale in opici sta lahko robotsko roko premikali v treh dimenzijah. Opici sta lahko gibe prilagajali glede na to kje se je košček sadja nahajal kar je bila presenetljiva ugotovitev. Ta eksperiment je bil prva demonstracija uporabe možgansko-računalniškega vmesnika za izvedbo praktične naloge v realnem tridimenzionalnem svetu.
Andersenova skupina pa je uporabljala posnetke pregibalne aktivnosti iz posteriornega parietalnega korteksa z možgansko-računalniškim vmesnikom, vključujoč signale, ki so nastali ko so eksperimentalne živali pričakovale nagrado. 

## Raziskave možgansko-računalniškega vmesnika na ljudeh

### Vid
Na področju vida so se raziskave usmerile v popravilo poškodovanega vida in zagotavljajo nove možnosti za ljudi s paralizo. Možgansko-računalniški vmesniki so vstavljeni direktno v možgansko sivino med kirurškim posegom. Ker ležijo v možganski sivini, naprave proizvedejo signal najvišje kakovosti možgansko računalniškega vmesnika, vendar so nagnjene obstaja tveganje, da se pojavijo brazgotine, kar povzroča slabši signal ali pa ga sploh ne zajamejo zaradi tega kako telo reagira na tujek v možganih.
V znanosti vida se neposredni možganski vsadki uporabljajo za zdravljenje slepote, ki ni prirojena. Eden izmed prvih znanstvenikov, ki je naredil delujoč možganski vmesnik za povrnitev vida, je bil privatni raziskovalec William Dobelle.
Jens Naumann, ki je oslepel v prometni nesreči, je leta 2002 postal prvi od 16 plačanih pacientov, ki je dobil Dobellov vsadek druge generacije. To je bila ena prvih komercialnih uporab možgansko-računalniškega vmesnika. Druga generacija te naprave je uporabljala bolj sofisticiran vsadek, ki je omogočal boljše vrisovanje fosfenov v koherenten vid. Fosfeni so razpršeni po celem vidnem polju, kar raziskovalci imenujejo »efekt zvezdnate noči«. Takoj po vstavljenem vsadku je bil Jens s svojim nepopolno obnovljenim vidom zmožen voziti avto počasi okrog parkirišča pri raziskovalnem inštitutu. Na žalost je dr. Dobelle umrl leta 2004 preden so bili njegovi napredki dokumentirani. Pozneje, ko so Naumann in drugi pacienti ponovno začeli imeti probleme z vidom, ni bilo nobene opore oz. pomoči in so »ponovno« izgubili vid. Naumann je opisal svoje izkušnje z delom dr. Dobelle-a v knjigi Search for paradise: A Patient's account of the artificial vision experiment in se je vrnil na svojo kmetijo na jugovzhodu Ontaria v Kanadi k svojim vsakdanjim opravilom. 

### Gibanje
Možgansko-računalniški vmesniki se osredotočajo tudi na motorično nevroprostetiko z namenom vzpostavitve gibanja pri posameznikih s paralizo ali priskrbeti naprave, ki bi jim olajšale gibanje, kot so vmesniki z računalniki ali robotske roke. 
Raziskovalci z univerze Emory (Atlanta), pod vodstvom Philipa Kennedy-a in Roya Bakay-a, so bili prvi, ki so naredili možganski vsadek pri človeku, ki je pošiljal signale z dovolj visoko kvaliteto, da je stimuliral gibanje. Njihov pacient Johhny Ray (1944-2002) je od leta 1997 trpel za »locked-in« sindromom po kapi na možganskem deblu. Rayev vsadek je bil nameščen leta 1998 in Ray je živel dovolj dolgo, da ga je lahko začel uporabljati, sčasoma se je naučil premikati računalniški kurzor na monitorju. Umrl je leta 2002 zaradi možganske anevrizme. 
Tetraplegik Matt Nagle je leta 2005 postal prvi človek, ki je nadzoroval umetno roko z možgansko-računalniškim vmesnikom, kot del devetmesečnega poskusa kibernetskega čip-vsadka »braingate«. Elektroda  »braingate« je vsajena v Nagle-ov precentralni girus (površina motoričnega korteksa za premikanje rok) je omogočala Nagle-u nadzor nad robotsko roko z mislijo kako premika svojo roko, prav tako je to delovalo z računalniškim kurzorjem, lučmi in televizijo. Eno leto zatem je profesor Jonathan Wolpaw prejel nagrado Altranske fundacije za inovacije, ker je razvil možgansko-računalniški vmesnik z elektrodami nameščenimi na površini lobanje namesto, da bi bile vstavljene direktno v možgane. 
Leta 2012 sta raziskovalni ekipi pod vodstvom skupine Braingate na univerzi Brown in skupina pod vodstvom univerze v Pittsbutghu (medical center), obe v sodelovanju z United States Department of Veterans Affairs, demonstrirali velik uspeh na področju direktne kontrole robotskih prostetskih udov in so uporabili direktne povezave na vrsto nevronov v motoričnem korteksu tetraplegikov. 